# آکایتالا
آکایتالا (به لاتین: Akaytala) یک منطقهٔ مسکونی در روسیه است که در داغستان واقع شده‌است.